# De zingende zwammen
De zingende zwammen is het tweeënvijftigste stripverhaal uit de reeks van Suske en Wiske. Het is geschreven en goeddeels getekend door Willy Vandersteen.
Het werd gepubliceerd in De Standaard en Het Nieuwsblad van 18 mei 1960 tot en met 26 september 1960. 
De eerste albumuitgave was in 1960, in de toenmalige Vlaamse tweekleurenreeks met nummer 40. In 1970 verscheen het verhaal in de Vierkleurenreeks met albumnummer 110. De geheel oorspronkelijke versie verscheen in 1998 nog eens in Suske en Wiske Klassiek. 

## Personages
- Suske, Wiske met Schanulleke, Lambik, Jerom, tante Sidonia, Marleentje Daelmans en haar kindermeisje, de heer Daelmans, politiecommissaris, Frans (ballonnenverkoper), Lili, Lolo en Lala Feriteel, Wimpie, Panjub en Banar (de goochelaars van de Mysteria-barak), de mannen van de autoscooters, brandweer, Grog de clown met zijn vrouw en dochter Kiki, dokter, Mie Karabijn (schiettent), Victor (gebakkraam), de Zwarte Madam, het Spaanse spook, fee Fantasia, Sus Antigoon

## Het verhaal
Als Lambik in het park de eenden voert, verdwijnt er plotseling een meisje dat hij even bij de hand hield. Hij weet uit handen van de woedende menigte te blijven. Suske, Wiske en Jerom komen hem met de auto halen. In de krant verschijnt een bericht dat Lambik Marleentje Daelmans heeft ontvoerd, maar Lambik verdenkt een man die ook bij het meisje in de buurt was. Deze man zat net daarvoor nog een krant te lezen.
Wiske vindt de volgende dag in het park de krant terug, met een adres. De vrienden gaan hierheen en Jerom grijpt de vluchtende man. Bij de politie verklaart de man dat het verdwenen meisje is opgeslokt door een ballon in de vorm van een paddenstoel. De politie gelooft dit echter niet.
Marleentjes wanhopige vader houdt zich ongemerkt op bij het huis van de vrienden, in de hoop iets te weten te komen. Op de radio horen ze even later dat er een tweede kind is verdwenen vanuit haar ouderlijk huis, Joke Schuurman. Wiske gaat de volgende dag naar het betreffende adres. Ze ziet in de tuin een ballon zweven in de vorm van een paddenstoel. Ze weet de ballon kapot te schieten, maar Joke blijkt hier niet in te zitten. 
Jerom en Lambik nemen Suske en Wiske mee naar de kermis, waar ze de ballonnenverkoper zien. Frans vertelt dat hij de ballonnen koopt van juffrouw Feriteel, die samen met haar twee zussen de draaimolens beheert. Jerom en Lambik gaan naar deze drie vrouwen toe. Ze worden door de Feriteels gastvrij onthaald en de drie vrouwen doen alsof ze verliefd zijn op Lambik en Jerom. Intussen maken ze hen niets wijzer over de verdwenen kinderen.  
Dan blijken er weer zes kinderen verdwenen te zijn. De vrienden besluiten nu permanent op de kermis te blijven, om de kinderen die hier nog komen in de gaten te houden. Als Wiske een ballon verkoopt, verdwijnt het jongetje. Suske vindt hem terug op een autokerkhof. Het jongetje vertelt dat zijn ontvoerder een ring met een zwarte steen droeg. 
Lambik gaat met Suske en Wiske naar het autokerkhof om de ontvoerder op te wachten, maar de man ontsnapt in een citroën. De vrienden zien deze auto de volgende dag weer op de kermis. Ze pakken de dader, de man van de autoscooters, maar die vertelt alleen achter de laatste ontvoering te zitten. Hij was jaloers op het succes van de gezusters Feriteel en wilde hen verdacht maken.
Dan verdwijnt er weer een meisje, Kiki, nadat ze bij de gezusters Feriteel is geweest. Suske en Wiske volgen een vliegende ballon. De ballon wordt gepakt door een onbekende persoon in een Lelijke Eend. Precies op de plek waar de ballon op het punt stond om te landen is een heksenkring. Het lijkt alsof de zwammen zachtjes zingen. Suske en Wiske besluiten dit geluid op te nemen op een magneetband, als mogelijk bewijsmateriaal bij het politie-onderzoek. 
De vrienden zien de Lelijke Eend weer bij de Mysteria Barak, en even later komt Kiki naar buiten. De goochelaars, haar ontvoerders, blijken de heer Daelmans en de politiecommissaris in vermomming te zijn; ze geloofden het verhaal niet en gingen zelf opnieuw op onderzoek. Ze konden Kiki net redden nadat ze opgeslokt werd door de ballon. Nu wordt eindelijk ook duidelijk wat er met de andere verdwenen kinderen is gebeurd.
Jerom ondervraagt Lili, de jongste zus, die vertelt dat ze 565 jaar oud wordt. Ze werden naar de aarde gezonden om mensen te helpen. Maar nu ze ouder worden, verliezen ze hun toverkracht. Dankzij de adem van jonge kinderen die ballonnen opbliezen, wilden de feeën een verjongingskuur houden. Er ging echter iets mis met de toverspreuk, waardoor de ballonnen de kinderen opslokten. Net na deze bekentenis van Lili neemt de fee Fantasia de Feriteels mee naar de hemelse verblijfplaats (een soort hiernamaals) voor  gepensioneerde magiërs.
Als op het politiebureau de magneetband wordt afgespeeld hoort iedereen de verdwenen kinderen ineens zingen; ze blijken te zijn veranderd in zwammen. Vanwege zowel het verdriet van de ouders van de verdwenen kinderen als het berouw dat de gezusters Feriteel inmiddels tonen, besluit Fantasia om de situatie te herstellen en de zwammen weer terug te toveren.

## Achtergronden
- Er wordt door Wiske gezegd dat koeien niet meer in de wei staan, maar in de stal.
- Tijdens de jaren 60 werd er een spel rond Jerom uitgebracht: "Op-Jerommeke", een soort stok met Jeroms hoofd op waarbij een ring aan een koord over zijn neus gegooid moest worden. In dit verhaal wordt op een creatieve manier reclame voor dit spel gemaakt, als blijkt dat de tot zwammen omgetoverde kinderen er een liedje over zingen.
- In het tehuis voor gepensioneerde tovenaars, elfen en feeën zijn ook de Zwarte Madam met een breiwerkje, Sus Antigoon en het Spaanse spook te zien.
- De naam Feriteel verwijst naar fairytale,, Engels voor "sprookje".
- Jerom wordt een Siegfried-figuur genoemd door de zussen Feriteel, een echte drakendoder. In De schone slaper is Jerom echt een drakendoder in een sprookjeslandschap dat Lili Feriteel voor hem maakt. Lambik is als “Bikfried” ook een drakendoder De ringelingschat.
- De autootjes waar Suske en Wiske in rijden werden aan de op dat moment populaire Amerikaanse politieserie Highway Patrol ontleend. Deze zijn afkomstig van een draaimolen op de kermis.[1]
- Het is een van de Suske en Wiske-verhalen die ook in het Frans zijn uitgegeven, als Bob et Bobette - les champignons chanteurs.
- In strook 36 van het Kiekeboe-verhaal De zes sterren merkt Kiekeboe op dat de scheur in zijn landkaart overeenkomt met de scheur in het asfalt. Konstantinopel merkt op dat dit plagiaat is uit De zingende zwammen.

## Lied
Bij een herdruk eind jaren 80 werd er een lied geschreven over het album, dat op de Nederlandse televisie enkele keren ten gehore werd gebracht tijdens het stripprogramma Wordt Vervolgd. Het lied verscheen ook op het bandje Suske en Wiske Striphits, dat samen met een gelijknamig boek werd uitgebracht. Het refrein daarvan luidde:
Wie kent het raadsel van de zingende zwammen
van paddenstoelen in een heksenkring?
Dat is 't geheim van de luchtballon
die kleine kinderen ving.